# Les Luchadores Five
Les Luchadores Five est une série de bande dessinée humoristique publiée chez les Humanoïdes Associés.

## Présentation
Les Luchadores Five sont une des séries de Lucha Libre. Le scénario est de Jerry Frissen, les dessins de Bill et les couleurs de Bill et Lucie Firoud.
Les Luchadores Five sont cinq paumés de East Los Angeles qui décident de faire régner la justice dans leur ville. Ils portent des masques de catcheurs mexicains et répondent aux noms de Dr. Pantera, Red Demon, Diablo Loco, King Karateca et El Gladiator, leur chef.
Ils affrontent des adversaires aussi piteux qu'eux parmi lesquels Elvèze, un nain qui se prend pour Elvis, un groupe de « super héros » français, les Formidables, les frères Igor et Grichka Bogdanoff, un mini Godzilla et une bande de guerriers Tikis.

## Parutions
Originellement publiés sous format cartonné dans la série Lucha Libre, la série a été rassemblée en trois albums.
1. Introducing The Luchadores Five (août 2006)
2. ¡Se Lama Tequila! (octobre 2006)
3. Hele Mei Hoohiwahiwa: Les Tikitis (janvier 2007)
4. I Wanna Be Your Luchadorito (mai 2007)
5. Diablo Loco a disparu (septembre 2007)
6. Traité de savoir-vivre (janvier 2008)
7. I wanna be your Luchadorito (mai 2007)
8. Diablo Loco a disparu ! (septembre 2007)
9. Traité de savoir-vivre (janvier 2008)
10. On dirait le sud (mai 2008)
11. Pop-culture mythologique (août 2008)
12. Catchéchisme (novembre 2008)
13. Surfin'USA (mars 2009)
14. Plus vite, Tequila tue ! Tue !  (juin 2009)
15. Mycoses pour tous ! (novembre 2009)
16. Vivre vite, mourir jeune (novembre 2010)